# 施莱辛格
施莱辛格（Schlesinger）可以指：

## 人物
- 詹姆斯·施莱辛格（英語：James R. Schlesinger  1929年2月15日－2014年3月27日），美国经济学家，政治家
- 小亚瑟·史列辛格（英語：Arthur Meier Schlesinger Jr.，1917年10月15日－2007年2月28日），美国历史学家
- 布鲁诺·瓦尔特 （英語：Bruno Schlesinger，1876年9月15日－1962年2月17日），美籍德国猶太裔音乐家，原名布努诺·施莱辛格
- 弗兰克·施莱辛格（英語：Frank Schlesinger，1871年5月11日－1943年7月10日），美国天文学家
- 约翰·施莱辛格（英語：John Richard Schlesinger，CBE，1926年2月16日－2003年7月25日），英国导演和演员

## 地名
- 施莱辛格环形山

|  | 本页或本分段罗列了姓氏为「K」的人物。 如果是一个指代特定个人的内链将您引导到本页，請考慮修正該人物的名字以將链接指向正確的條目。 |